# FM-serien i rugby union
FM-serien i rugby union, finska: Rugbyn SM-sarja, är Finlands högsta division i rugby union, och startade 2002.

## Finländska mästare
- 2002 – Helsinki RUFC
- 2003 – Helsinki RUFC
- 2004 – Jyväskylä RC
- 2005 – Jyväskylä RC
- 2006 – Tampere RC
- 2007 – Tampere RC
- 2008 – Warriors RC
- 2009 - Warriors RF
- 2010 - Warriors RF
- 2011 - Warriors RF
- 2012 - Warriors RF
- 2013 - Tampere RC
- 2014 - Helsinki RUFC
- 2015 – Warriors RC